# Mont-de-Galié
Mont-de-Galié è un comune francese di 41 abitanti situato nel dipartimento dell'Alta Garonna nella regione dell'Occitania.

## Società

### Evoluzione demografica
Abitanti censiti